# Emil Belzner
Emil Belzner (* 13. Juni 1901 in Bruchsal; † 8. August 1979 in Heidelberg) war ein deutscher Journalist und Schriftsteller.

## Leben
Emil Belzner stammte aus einer Handwerkerfamilie. Im Jahre 1917 leistete er als Gymnasiast Hilfsdienste bei der Eisenbahn in Rastatt und erzählt in seinem Roman „Die Fahrt in die Revolution oder Jene Reise“, wie er dabei zufällig in den Zug geraten sei, mit dem die Emigrantengruppe um Lenin aus der Schweiz nach Russland reiste (die erfundene Begegnung mit Lenin war Thema von Belzners letztem historischen Werk). Ende 1917 verließ Belzner die Schule und begann für verschiedene Zeitungen zu arbeiten. Nebenher besuchte er Vorlesungen an der Universität Heidelberg.
1924 wurde Belzner Chef des Feuilletons der Badischen Presse in Karlsruhe, 1929 wechselte er zur Neuen Badischen Landeszeitung in Mannheim, 1935, nach einem Jahr der Arbeitslosigkeit, zum Stuttgarter Neuen Tagblatt und 1937 zur Kölnischen Zeitung. Ab 1938 war er Schriftleiter der Zeitschrift Kosmos in Stuttgart. Nach ersten lyrischen Versuchen hatte Belzner in den 1920er-Jahren zwei Versepen und Anfang der 1930er Jahre einen Roman über den Ersten Weltkrieg veröffentlicht. Während des Dritten Reiches erschienen zwei weitere Romane, die jedoch dazu führten, dass der Autor von den nationalsozialistischen Machthabern als unerwünscht eingestuft wurde. Zu Beginn des Zweiten Weltkriegs wurde er zu einer Flakeinheit eingezogen, später allerdings wieder als untauglich entlassen.
Von 1946 bis 1969 leitete Belzner das Feuilleton der Rhein-Neckar-Zeitung in Heidelberg; nachdem man ihn dort –  wegen einer kritischen Bemerkung über die NS-Vergangenheit des damaligen Lokalchefs in einem Artikel – entlassen hatte, arbeitete er wieder für verschiedene Zeitungen.
Belzner war Mitglied des P.E.N.-Zentrums der Bundesrepublik Deutschland, der Akademie der Wissenschaften und der Literatur in Mainz und (bis 1958) der Deutschen Akademie für Sprache und Dichtung in Darmstadt. 1949 wurde er mit dem gesamtdeutschen Heinrich-Heine-Preis ausgezeichnet. Belzner gehörte dem Kuratorium der 1963 gegründeten Deutsch-Israelischen Studiengruppe an der Universität Heidelberg an.

## Über Emil Belzner
„Belzner, primär Fabulierer, Erfinder, Dichter, erzählt ursprünglich-instinktiv, sinnenfroh und weltoffen, doch nicht ohne ausgeprägte reflektierende Kraft. Er verfügt über einen behaglichen, oft hintergründigen Humor, über alle Schattierungen der Ironie, er hat einen Sinn für das Dramatische, ja Tragische, und ihm eignet nicht zuletzt ein außerordentlich empfindliches Sprachgefühl. Seine Bücher, reich an naturhafter Vitalität und dialektischem Tiefsinn, bekunden sicheres Nuancierungsvermögen und poetischen Takt. Realität und Phantasie, Vision und Wirklichkeit gehen darin eine eigentümliche, harmonische Verbindung ein, es entsteht jener schöne, gewissermaßen schwebende Gleichgewichtszustand, dem von Technik, von ästhetischen Thesen und Doktrinen nichts anzumerken ist. Das Leben wird hier zum Gleichnis, die Welt zum mystischen Fest.“

## Werke
- Heimat-Lieder. Leipzig 1918.
- Letzte Fahrt. Leipzig 1918.

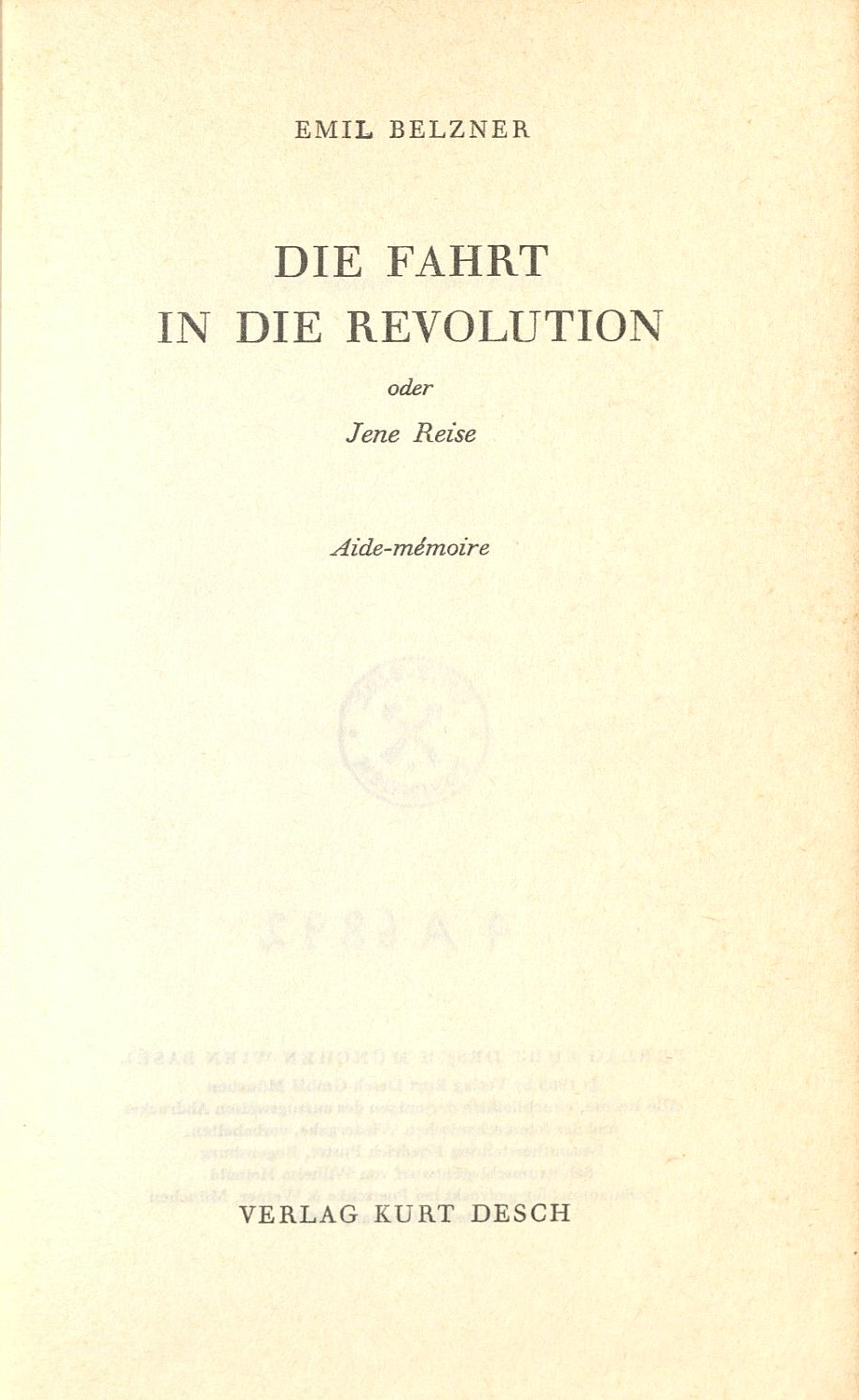
Aide-mémoire (1969)

- Die Hörner des Potiphar. Hannover 1924.
- Iwan der Pelzhändler oder Die Melancholie der Liebe. Lyrische Erzählung, Frankfurt am Main 1929.
- Marschieren – nicht träumen. Hamburg 1931.
- Kolumbus vor der Landung. Frankfurt am Main 1934.
- Ich bin der König. Berlin 1940.
- Der Safranfresser. Hamburg 1953.
- Juanas großer Seemann. München [u. a.] 1956.
- Die Fahrt in die Revolution oder Jene Reise. München [u. a.] 1969.
- Glück mit Fanny. München [u. a.] 1973.